# Pain de Sucre (Nouvelle-Écosse)
Pour les articles homonymes, voir Pain de sucre.
Le Pain de Sucre (en anglais : Sugarloaf Mountain), est un sommet du plateau du Cap-Breton, en Nouvelle-Écosse (Canada).
La montagne est située dans le village de Margaree. Elle s'élève à 420 mètres d'altitude. Elle est située dans la vallée de la rivière Margaree Nord-Est. La montain des Écureaux est située à l'ouest alors que le mont John Peters, le mont MacLeods et le mont Frasers sont situés à l'est.